# 箭叶蓼
箭叶蓼（学名：Polygonum sieboldii）为蓼科蓼属下的一个种。

## 扩展阅读
- 維基物種上的相關：箭叶蓼